# Wojewódzki urząd spraw wewnętrznych
Wojewódzki Urząd Spraw Wewnętrznych (WUSW) – nazwa jednostek terenowych Ministerstwa Spraw Wewnętrznych, funkcjonujących w Polsce w latach 1983–1990, utworzonych w wyniku przemianowania komend wojewódzkich Milicji Obywatelskiej. Na czele urzędów stali szefowie pełniący funkcję terenowych organów ministra w dziedzinie ochrony bezpieczeństwa państwa i porządku publicznego, wykonujący swoje zadania poprzez Służbę Bezpieczeństwa i Milicję Obywatelską. W 1990 r. w miejsce WUSW utworzone zostały komendy wojewódzkie Policji, a także delegatury Urzędu Ochrony Państwa (w 2002 r. przekształcone w delegatury Agencji Bezpieczeństwa Wewnętrznego).

## Organizacja urzędów
Przemianowanie terenowych jednostek SB i MO (od końca 1956 r. działających wspólnie pod szyldem Milicji Obywatelskiej) związane było z wejściem w życie ustawy z 14 lipca 1983 r. o urzędzie Ministra Spraw Wewnętrznych i zakresie działania podległych mu organów. Przekształceniami objęto dotychczasowe komendy stopnia wojewódzkiego, a także podporządkowane im struktury pełniące funkcje komend rejonowych, czyli komendy miejskie i dzielnicowe oraz część komisariatów. Na najniższym szczeblu nadal istniały komisariaty i posterunki, w których pion SB nie został utworzony.
Od 1 sierpnia 1983 r. na terenowe jednostki resortu spraw wewnętrznych (wykonujące zadania z zakresu ochrony bezpieczeństwa państwa i porządku publicznego) składały się:
- wojewódzkie urzędy spraw wewnętrznych (w Warszawie stosowano nazwę Stołeczny Urząd Spraw Wewnętrznych),
  - rejonowe, miejskie i dzielnicowe urzędy spraw wewnętrznych (odpowiednią nazwę stosowano w zależności od danego rejonu, który mógł obejmować obszar kilku miast i gmin lub obszar dzielnicy większego miasta wraz z przylegającymi miastami lub gminami albo pokrywać się z obszarem miasta lub dzielnicy większego miasta),
    - komisariaty i posterunki Milicji Obywatelskiej.

## Struktura WUSW
Na kierownictwo WUSW składali się:
- Szef WUSW
- I Zastępca Szefa WUSW ds. Służby Milicji
- I Zastępca Szefa WUSW ds. Służby Bezpieczeństwa
- II Zastępca Szefa WUSW ds. Służby Milicji
- II Zastępca Szefa WUSW ds. Służby Bezpieczeństwa
- Zastępca Szefa WUSW ds. Administracyjno-Gospodarczych
- Zastępca Szefa WUSW ds. Polityczno-Wychowawczych

W mniejszych WUSW istniał tylko jeden Zastępca Szefa WUSW ds. MO i ds. SB. W największych województwach wprowadzono etaty III Zastępców.
Struktura Wojewódzkich Urzędów Spraw Wewnętrznych (wymienione są wyłącznie wydziały wchodzące w skład Służby Bezpieczeństwa, bez tych wchodzących w skład Milicji Obywatelskiej): 
- Wydział II (kontrwywiad)
- Wydział III (nadbudowa, w rozumieniu marksistowskim sfera niematerialna (ideologia, kultura, nauka))
  - adekwatnie do potrzeby i rozrostu opozycji, tworzono w niektórych WUSW:
    - III-1 (uczelnie)
    - III-2 (artyści, intelektualiści, dziennikarze)
- Wydział IV (związki wyznaniowe)
- Wydział V (baza, w rozumieniu marksistowskim sfera materialna (środki produkcji, siła robocza))
  - adekwatnie do potrzeby i rozrostu opozycji, tworzono w niektórych WUSW:
    - V-1 (centralne ogniwa opozycji w przemyśle)
    - V-2 (z uwagi na zagęszczenie przemysłu)
- Wydział VI (rolnictwo)
- Samodzielna Sekcja „A” (szyfry)
- Wydział „B” (obserwacja)
- Wydział „C” (ewidencja i archiwa operacyjne)
- Wydział „T” (technika operacyjna)
- Wydział „W” (perlustracja korespondencji)
- Wydział Śledczy
- Wydział Paszportów
- Inspektorat Ochrony Funkcjonariuszy (rozpracowywanie funkcjonariuszy SB i MO)
- Inspektorat I (ekspozytura wywiadu)
- Inspektorat II (ekspozytura Biura Studiów MSW)
- Inspektorat Ochrony Przemysłu

W gdańskim WUSW istniał Wydział RKW, w olsztyńskim WUSW – Sekcja RKW. W mniejszych województwach zadania Inspektoratu I realizował st. inspektor ds. Departamentu I przy zastępcy Szefa WUSW ds. SB. W 1982 r. w 23 mniejszych województwach samodzielne piony B, C, T, W zostały przekształcone w Sekcje i włączone do Wydziałów Zabezpieczenia Operacyjnego.
W ostatnich miesiącach funkcjonowania SB przeprowadzono reformę strukturalną, nazywając przy tym niektóre wydziały WUSW wchodzące w skład SB bardziej „wprost”, np. pion I – Wywiadem, II – Kontrwywiadem, III – Ochroną Konstytucyjnego Porządku Państwa. Część komórek połączono – np. piony V i VI zostały pionem Ochrony Gospodarki, pion IV i Studiów zostały pionem Studiów i Analiz, „W” – włączono do kontrwywiadu. Zmiany te, choć nietrwałe, warte są osobnej analizy.

## Lista urzędów w 1989 r.
Stan na 1 sierpnia 1989 r. opracowano na podstawie zarządzenia Ministra Spraw Wewnętrznych z dnia 27 grudnia 1985 r. w sprawie terytorialnego zasięgu działania rejonowych urzędów spraw wewnętrznych i podległych im jednostek, zmienionego zarządzeniem z dnia 22 grudnia 1987 r. oraz zarządzeniem z dnia 29 czerwca 1989 r.
| urzędy spraw wewnętrznych stopnia wojewódzkiego | urzędy spraw wewnętrznych stopnia rejonowego |
| ----------------------------------------------- | --- |
| WUSW w Białej Podlaskiej                        | RUSW w Białej Podlaskiej, Łosicach, Międzyrzecu Podlaskim, Parczewie i Radzyniu Podlaskim |
| WUSW w Białymstoku                              | RUSW w Białymstoku, Bielsku Podlaskim, Dąbrowie Białostockiej, Hajnówce, Łapach, Mońkach, Siemiatyczach i Sokółce |
| WUSW w Bielsku-Białej                           | RUSW w Andrychowie, Bielsku-Białej, Cieszynie, Oświęcimiu, Suchej Beskidzkiej, Wadowicach i Żywcu |
| WUSW w Bydgoszczy                               | RUSW w Bydgoszczy, Chojnicach, Inowrocławiu, Koronowie, Mogilnie, Nakle nad Notecią, Sępólnie Krajeńskim, Szubinie, Świeciu, Tucholi i Żninie |
| WUSW w Chełmie                                  | RUSW w Chełmie, Krasnymstawie i Włodawie |
| WUSW w Ciechanowie                              | RUSW w Ciechanowie, Działdowie, Mławie, Płońsku, Pułtusku i Żurominie |
| WUSW w Częstochowie                             | RUSW w Częstochowie, Kłobucku, Koniecpolu, Lublińcu, Myszkowie i Oleśnie |
| WUSW w Elblągu                                  | RUSW w Braniewie, Elblągu, Kwidzynie, Malborku i Nowym Dworze Gdańskim |
| WUSW w Gdańsku                                  | MUSW w Gdańsku i Sopocie RUSW w Gdyni, Kartuzach, Kościerzynie, Pruszczu Gdańskim, Pucku, Starogardzie Gdańskim, Tczewie i Wejherowie |
| WUSW w Gorzowie Wielkopolskim                   | RUSW w Choszcznie, Gorzowie Wielkopolskim, Międzyrzeczu, Myśliborzu, Słubicach i Strzelcach Krajeńskich |
| WUSW w Jeleniej Górze                           | RUSW w Bolesławcu, Jeleniej Górze, Kamiennej Górze, Lubaniu, Lwówku Śląskim i Zgorzelcu |
| WUSW w Kaliszu                                  | RUSW w Jarocinie, Kaliszu, Kępnie, Krotoszynie i Ostrowie Wielkopolskim |
| WUSW w Katowicach                               | MUSW w Bytomiu, Chorzowie, Jaworznie, Katowicach, Mysłowicach, Piekarach Śląskich, Rudzie Śląskiej, Siemianowicach Śląskich, Sosnowcu, Świętochłowicach i Zabrzu RUSW w Będzinie, Chrzanowie, Dąbrowie Górniczej, Gliwicach, Jastrzębiu-Zdroju, Olkuszu, Pszczynie, Raciborzu, Rybniku, Tarnowskich Górach, Tychach, Wodzisławiu Śląskim, Zawierciu i Żorach |
| WUSW w Kielcach                                 | RUSW w Busku-Zdroju, Jędrzejowie, Kazimierzy Wielkiej, Kielcach, Końskich, Miechowie, Ostrowcu Świętokrzyskim, Pińczowie, Skarżysku-Kamiennej, Starachowicach i Włoszczowie |
| WUSW w Koninie                                  | RUSW w Kole, Koninie, Słupcy i Turku |
| WUSW w Koszalinie                               | RUSW w Białogardzie, Drawsku Pomorskim, Kołobrzegu, Koszalinie i Szczecinku |
| WUSW w Krakowie                                 | DUSW Kraków-Krowodrza, Kraków-Nowa Huta, Kraków-Podgórze i Kraków-Śródmieście RUSW w Krzeszowicach, Myślenicach, Proszowicach, Skawinie, Słomnikach i Wieliczce |
| WUSW w Krośnie                                  | RUSW w Brzozowie, Jaśle, Krośnie, Lesku, Sanoku i Ustrzykach Dolnych |
| WUSW w Legnicy                                  | RUSW w Głogowie, Jaworze, Legnicy, Lubinie i Złotoryi |
| WUSW w Lesznie                                  | RUSW w Gostyniu, Górze, Kościanie, Lesznie, Rawiczu i Wschowie |
| WUSW w Lublinie                                 | RUSW w Bychawie, Kraśniku, Lubartowie, Lublinie, Łęcznej, Opolu Lubelskim, Puławach, Rykach i Świdniku |
| WUSW w Łomży                                    | RUSW w Grajewie, Kolnie, Łomży, Wysokiem Mazowieckiem i Zambrowie |
| WUSW w Łodzi                                    | DUSW Łódź-Bałuty, Łódź-Górna, Łódź-Polesie, Łódź-Śródmieście i Łódź-Widzew RUSW w Pabianicach i Zgierzu |
| WUSW w Nowym Sączu                              | RUSW w Gorlicach, Limanowej, Nowym Sączu, Nowym Targu i Zakopanem |
| WUSW w Olsztynie                                | RUSW w Bartoszycach, Biskupcu, Iławie, Kętrzynie, Lidzbarku Warmińskim, Morągu, Mrągowie, Nidzicy, Olsztynie, Ostródzie i Szczytnie |
| WUSW w Opolu                                    | RUSW w Brzegu, Głubczycach, Kędzierzynie-Koźlu, Kluczborku, Krapkowicach, Namysłowie, Nysie, Opolu, Prudniku i Strzelcach Opolskich |
| WUSW w Ostrołęce                                | RUSW w Makowie Mazowieckim, Ostrołęce, Ostrowi Mazowieckiej, Przasnyszu i Wyszkowie |
| WUSW w Pile                                     | MUSW w Pile RUSW w Chodzieży, Czarnkowie, Trzciance, Wałczu, Wągrowcu i Złotowie |
| WUSW w Piotrkowie Trybunalskim                  | RUSW w Bełchatowie, Opocznie, Piotrkowie Trybunalskim, Radomsku i Tomaszowie Mazowieckim |
| WUSW w Płocku                                   | RUSW w Gostyninie, Kutnie, Łęczycy, Płocku i Sierpcu |
| WUSW w Poznaniu                                 | RUSW w Gnieźnie, Nowym Tomyślu, Obornikach, Poznaniu, Szamotułach, Śremie, Środzie Wielkopolskiej i Wrześni |
| WUSW w Przemyślu                                | RUSW w Jarosławiu, Lubaczowie, Przemyślu i Przeworsku |
| WUSW w Radomiu                                  | MUSW w Pionkach RUSW w Białobrzegach, Grójcu, Kozienicach, Lipsku, Przysusze, Radomiu, Szydłowcu i Zwoleniu |
| WUSW w Rzeszowie                                | RUSW w Kolbuszowej, Leżajsku, Łańcucie, Mielcu, Ropczycach, Rzeszowie i Strzyżowie |
| WUSW w Siedlcach                                | RUSW w Garwolinie, Łukowie, Mińsku Mazowieckim, Siedlcach, Sokołowie Podlaskim i Węgrowie |
| WUSW w Sieradzu                                 | RUSW w Łasku, Poddębicach, Sieradzu, Wieluniu i Zduńskiej Woli |
| WUSW w Skierniewicach                           | RUSW w Brzezinach, Łowiczu, Rawie Mazowieckiej, Skierniewicach, Sochaczewie i Żyrardowie |
| WUSW w Słupsku                                  | RUSW w Bytowie, Człuchowie, Lęborku, Miastku, Sławnie i Słupsku |
| WUSW w Suwałkach                                | RUSW w Augustowie, Ełku, Giżycku, Gołdapi, Olecku, Piszu, Suwałkach i Węgorzewie |
| WUSW w Szczecinie                               | RUSW w Goleniowie, Gryficach, Gryfinie, Kamieniu Pomorskim, Łobzie, Nowogardzie, Policach, Pyrzycach, Stargardzie Szczecińskim, Szczecinie i Świnoujściu |
| WUSW w Tarnobrzegu                              | RUSW w Janowie Lubelskim, Nisku, Opatowie, Sandomierzu, Stalowej Woli, Staszowie i Tarnobrzegu |
| WUSW w Tarnowie                                 | RUSW w Bochni, Brzesku, Dąbrowie Tarnowskiej, Dębicy i Tarnowie |
| WUSW w Toruniu                                  | RUSW w Brodnicy, Chełmnie, Golubiu-Dobrzyniu, Grudziądzu, Nowym Mieście Lubawskim, Toruniu i Wąbrzeźnie |
| WUSW w Wałbrzychu                               | RUSW w Bystrzycy Kłodzkiej, Dzierżoniowie, Kłodzku, Nowej Rudzie, Świdnicy, Wałbrzychu i Ząbkowicach Śląskich |
| SUSW w Warszawie                                | DUSW Warszawa-Mokotów, Warszawa-Ochota, Warszawa-Praga-Południe, Warszawa-Praga-Północ, Warszawa-Śródmieście, Warszawa-Wola i Warszawa-Żoliborz RUSW w Grodzisku Mazowieckim, Legionowie, Nowym Dworze Mazowieckim, Otwocku, Piasecznie, Pruszkowie i Wołominie                                                                                              |
| WUSW we Włocławku                               | RUSW w Aleksandrowie Kujawskim, Lipnie, Radziejowie, Rypinie i Włocławku |
| WUSW we Wrocławiu                               | DUSW Wrocław-Fabryczna, Wrocław-Krzyki, Wrocław-Psie Pole, Wrocław-Stare Miasto i Wrocław-Śródmieście RUSW w Miliczu, Oleśnicy, Oławie, Strzelinie, Środzie Śląskiej, Trzebnicy i Wołowie |
| WUSW w Zamościu                                 | RUSW w Biłgoraju, Hrubieszowie, Tomaszowie Lubelskim i Zamościu |
| WUSW w Zielonej Górze                           | RUSW w Krośnie Odrzańskim, Lubsku, Nowej Soli, Sulechowie, Szprotawie, Świebodzinie, Wolsztynie, Zielonej Górze, Żaganiu i Żarach |